# Бялоцин (Мазовецьке воєводство)
Бялоцин (пол. Białocin) — село в Польщі, у гміні Ілув Сохачевського повіту Мазовецького воєводства.
Населення — 105 осіб (2011).
У 1975—1998 роках село належало до Плоцького воєводства.

## Демографія
Демографічна структура станом на 31 березня 2011 року:
|          | Загалом | Допрацездатний вік | Працездатний вік | Постпрацездатний вік |
| -------- | ------- | ------------------ | ---------------- | -------------------- |
| Чоловіки | 51      | 18                 | 25               | 8                    |
| Жінки    | 54      | 11                 | 32               | 11                   |
| Разом    | 105     | 29                 | 57               | 19                   |